# Слобідська фортеця
Слобідська фортеця (до 1738 року Лозова чи Лузова фортеця) — фортеця, споруджена у 1731 році за зразковим проектом фортець Української лінії. Розташована поблизу від села Павлівка Друга, Лозівського району, Харківської області.

## Історія
При фортеці знаходився Другий батальйон Слобідського ландміліційного піхотного полку, за назвою якого фортеця і отримала назву.
В 1770 році піхотні ландміліційські полки увійшли до складу армії, а сам Український корпус було скасовано. З 11 ландміліційних полків чотири зберегли свої назви (33-й Єлецький, 34-й Севський, 70-й Рязький та 71-й Бєльовський), решта увійшли до складу інших полків.

## Архітектура фортеці
Фортеця земляна, прямокутна в плані, чотирьохбастіонна. При будівництві вали фортеці мали висоту близько 6 м. Площа фортечного двору близько 1,4 га, в центрі — слід колодязя. Зберігся сухий широкий рів, що оточував фортецю. Південно-західна куртина посилена равеліном, спрямованим до річка Берека. Слобідська фортеця з'єднувалася валом і ровом з другою на лінії Тамбовською і четвертою — Михайлівською фортецями.

## Також
- Українська лінія